# 2006 na televisão
Nesta página encontram-se os fatos, estreias e términos relativos à televisão que aconteceram durante o ano de 2006.

## Eventos

### Portugal

#### Junho
- 9 de junho–9 de julho — A RTP, SIC e Sport TV realizam a cobertura da Copa do Mundo FIFA de 2006.

## Programas

### Estados Unidos

#### Fevereiro
- 20 de fevereiro — Estreia Power Rangers: Mystic Force no bloco Jetix no Toon Disney.

#### Março
- 9 de março — Estreia Lil' Kim: Countdown to Lockdown na BET.
- 13 de março — Estreia a 1.ª temporada de The New Adventures of Old Christine (no Brasil: As Novas Aventuras de Christine) na CBS.
- 24 de março — Estreia Hannah Montana no Disney Channel.

#### Abril
- 20 de abril — Termina Lil' Kim: Countdown to Lockdown na BET.

#### Maio
- 4 de maio — Termina a 1.ª temporada de Supernatural na The WB.
- 5 de maio — Estreia Mickey Mouse Clubhouse (no Brasil: A Casa do Mickey Mouse) no Playhouse Disney.
- 22 de maio
  - Termina a 1.ª temporada de The New Adventures of Old Christine (no Brasil: As Novas Aventuras de Christine) na CBS.
  - Termina a 3.ª temporada de Two and a Half Men (no Brasil: Dois Homens e Meio) na CBS.

#### Setembro
- 14 de setembro — Estreia a 3.ª temporada de X-Men: Evolution na Kids' WB.
- 18 de setembro
  - Estreia da 2.ª temporada de The New Adventures of Old Christine (no Brasil: As Novas Aventuras de Christine) na CBS.
  - Estreia da 4.ª temporada de Two and a Half Men (no Brasil: Dois Homens e Meio) na CBS.
- 21 de setembro — Estreia a 2.ª temporada de My Name Is Earl na NBC.
- 28 de setembro — Estreia a 2.ª temporada de Supernatural (no Brasil: Sobrenatural) na The CW.

#### Outubro
- 11 de outubro — Estreia da 1.ª temporada de 30 Rock na NBC.

#### Novembro
- 13 de novembro — Termina Power Rangers: Mystic Force no bloco Jetix no Toon Disney.

### México

#### Janeiro
- 23 de janeiro — Estreia La fea más bella (no Brasil: A Feia Mais Bela) no Las Estrellas.

#### Abril
- 3 de abril — Estreia Feridas de Amor no Las Estrellas.

#### Junho
- 2 de junho — Termina Rebelde no Las Estrellas.

#### Agosto
- 7 de agosto — Estreia Mundo de fieras (no Brasil: Mundo de Feras) no Las Estrellas.

#### Setembro
- 22 de setembro — Termina Heridas de amor (no Brasil: Feridas de Amor) no Las Estrellas.

### Portugal

#### Março
- 6 de março — Estreia Fala-me de Amor na TVI.
- 31 de março — Estreia Floribella na SIC.

#### Junho
- 18 de junho — Estreia Tempo de Viver na TVI.

#### Setembro
- 1 de setembro — Termina Friends na RTP2.
- 18 de setembro — Estreia Jura na SIC.

#### Outubro
- 24 de outubro — Estreia Doce Fugitiva na TVI.

#### Novembro
- 4 de novembro
  - Termina Fala-me de Amor na TVI.
  - Estreia Tu e Eu na TVI.

## Nascimentos
| Data           | Nome           | Profissão                  | Nacionalidade  | Observações | Ref |
| -------------- | -------------- | -------------------------- | -------------- | ----------- | --- |
| 29 de abril    | Xochitl Gomez  | atriz                      | Canadá         |             |     |
| 6 de maio      | Aryan Simhadri | ator                       | Estados Unidos |             |     |
| 8 de maio      | Sophie Grace   | atriz                      | Estados Unidos |             |     |
| 8 de junho     | Alexa Nisenson | atriz                      | Estados Unidos |             |     |
| 25 de junho    | Mckenna Grace  | atriz                      | Estados Unidos |             |     |
| 22 de julho    | Javon Walton   | ator                       | Estados Unidos |             |     |
| 12 de agosto   | Zackary Arthur | ator                       | Estados Unidos |             |     |
| 13 de agosto   | Dior Goodjohn  | atriz                      | Estados Unidos |             |     |
| 13 de setembro | Isabella Rice  | atriz                      | Estados Unidos |             |     |
| 28 de setembro | Momona Tamada  | atriz                      | Canadá         |             |     |
| 1 de outubro   | Priah Ferguson | atriz                      | Estados Unidos |             |     |
| 5 de outubro   | Jacob Tremblay | ator                       | Canadá         |             |     |
| 5 de dezembro  | Ava Kolker     | atriz e cantora            | Estados Unidos |             |     |
| 5 de dezembro  | Silia Kapsis   | cantora, dançarina e atriz | Austrália      |             |     |
| 18 de dezembro | Malia Baker    | atriz                      | Canadá         |             |     |

## Mortes
| Data           | Nome              | Profissão | Nacionalidade  | Observações | Ref   |
| -------------- | ----------------- | --------- | -------------- | ----------- | ----- |
| 19 de janeiro  | Anthony Franciosa | ator      | Estados Unidos | n. 1928     | [ 1 ] |
| 3 de fevereiro | Al Lewis          | ator      | Estados Unidos | n. 1923     | [ 2 ] |
| 16 de abril    | Francisco Adam    | ator      | Portugal       | n. 1983     |       |
| 27 de maio     | Paul Gleason      | ator      | Estados Unidos | n. 1939     |       |
| 23 de junho    | Aaron Spelling    | produtor  | Estados Unidos | n. 1923     | [ 3 ] |
| 6 de julho     | Kasey Rogers      | atriz     | Estados Unidos | n. 1925     | [ 4 ] |
| 26 de julho    | Raquel Maria      | atriz     | Portugal       | n. 1946     |       |
| 12 de dezembro | Peter Boyle       | ator      | Estados Unidos | n. 1935     | [ 5 ] |

## Por país
- 2006 na televisão brasileira